# Nebojša Milovanović
Nebojša Milovanović (Valjevo, 29. rujna 1974.) je srbijanski filmski, televizijski i kazališni glumac.

## Životopis
Rođen je u Valjevu, gdje je završio osnovnu školu i gimnaziju. Diplomirao je na Fakultetu dramskih umjetnosti sveučilišta u Beogradu 1999. godine. u klasi Vladimira Jevtovića, te je od tada član Jugoslavenskog dramskog kazališta (srp. Jugoslovensko dramsko pozorište). Zanimljivo je da je glumu upisao tek iz drugog pokušaja, dok je u međuvremenu studirao veterinu.
Oženjen je, a sa suprugom Tijanom ima kćerke Veru i Nadu i sina Stojana.

## Uloge

### Film
| Godina | Film                                | Uloga                |
| ------ | ----------------------------------- | -------------------- |
| 1993.  | Obračun u kazino kabareu            |                      |
| 1998.  | Lajanje na zvezde                   | Jovan Slobenović     |
| 1998.  | Bure baruta                         | sin bosanskog Srbina |
| 1999.  | Belo odelo                          | Krstić               |
| 1999.  | Trojka                              | Boki                 |
| 2002.  | Kordon                              | Kole                 |
| 2004.  | Slobodan pad                        | član komisije        |
| 2004.  | Zwei Jahre und ein Tag              |                      |
| 2006.  | Optimisti                           | Bolesni mladić       |
| 2008.  | Miloš Branković                     | Šarlah               |
| 2008.  | Poslednji trenutak večnosti         | Ivan                 |
| 2009.  | Đavolja varoš                       | Boris                |
| 2009.  | Medeni mesec                        | čelista Marko        |
| 2010.  | Plavi voz                           | profesor Božičković  |
| 2011.  | Kako su me ukrali Nemci             | Ljotićevac           |
| 2013.  | Vrata Srbije: Mojsinjska Sveta gora | monah Jakov          |
| 2013.  | Vojna akademija 2                   | kapetan Kašanin      |
| 2015.  | Panama                              | Profesor             |
| 2017.  | Nigde                               | Antoan               |

### Televizija

#### TV filmovi
| Godina | Film                                          | Uloga                        |
| ------ | --------------------------------------------- | ---------------------------- |
| 2001.  | Krstaši                                       |                              |
| 2007.  | Mletački trgovac                              | Gratiano                     |
| 2007.  | Bora pod okupacijom                           |                              |
| 2008.  | Bližnji                                       | Vladimir                     |
| 2013.  | Made in Srbija                                | referent                     |
| 2014.  | Talog                                         | narednik Radojica Milinković |
| 2016.  | Srbi na Krfu - sto godina od Albanske golgote | narator                      |

#### TV serije
| Godina        | Serija                | Uloga/napomena                 |
| ------------- | --------------------- | ------------------------------ |
| 2004.         | Lift                  | prvi diler, 7 epizoda          |
| 2007.         | Šumska škola          | glas                           |
| 2007.         | Pozorište u kući      | Sava Belanin, 2 epizode        |
| 2008.         | Poslednja audijencija | Mita Rakić, 1 epizoda          |
| 2010.         | Ono kao ljubav        | Miloš, 1 epizoda               |
| 2012.         | Plavi voz             | profesor Božičković, 3 epizode |
| 2012. – 2014. | Vojna akademija       | kapetan Kašanin, 22 epizode    |
| 2014.         | Folk                  | stilista Sale, 5 epizoda       |
| 2014.         | Srpska štampa         | Slavko Grujić, 1 epizoda       |
| 2015. – 2016. | Čizmaši               | Kapetan Perkić, 10 epizoda     |
| 2016.         | Andrija i Anđelka     | Spasoje                        |

### Kazalište
Član je Jugoslavenskog dramskog kazališta od 1999. godine i tu je ostvario nekoliko zapaženih uloga u predstavama: Uobraženi bolesnik, Sumnjivo lice, Višnjik, Švabica, Mletački trgovac, Šine, Beogradska trilogija, Prljave ruke, Paviljoni, Andromaha, Lulu, Zamak... Pored JDP-a, povremeno nastupa i u Ateljeu 212. Pored klasične glume, Nebojša Milovanović radi i stand-up komediju, tj. kabaret pod nazivom "Stand-down sa Nebojšom Milovanovićem", za koju je dobio i nekoliko nagrada.

## Vanjske poveznice
- IMDb profil
- Facebook stranica